# 이상재 (축구 선수)
이상재(2000년 4월 11일 ~ )는 대한민국의 축구 선수로, 포지션은 미드필더이다.